# Берёзовка (Алексеевский район)
Берёзовка — деревня в Алексеевском районе Татарстана. Входит в состав Родниковского сельского поселения.

## География
Находится в западной части Татарстана на расстоянии приблизительно 20 км по прямой на юго-юго-восток от районного центра Алексеевское.

## Население
Постоянных жителей было в 2002 году — 35 (русские 83 %), 20 — в 2010.